# Exeter
|  | Per a altres significats, vegeu «Exeter (desambiguació)». |

Exeter (pronunciat /ˈɛksɪtər/) és un municipi del Regne Unit, que pertany al comtat de Devon, del qual és la capital. Cal no confondre el terme municipal d'Exeter amb el districte no metropolità homònim que té major extensió. Situada a la vora de l'Exe, pocs quilòmetres abans de començar el seu estuari, aquesta ciutat que va sorgir d'un campament romà i va prosperar gràcies al negoci de la llana, és actualment un modern centre de serveis.

## Nom

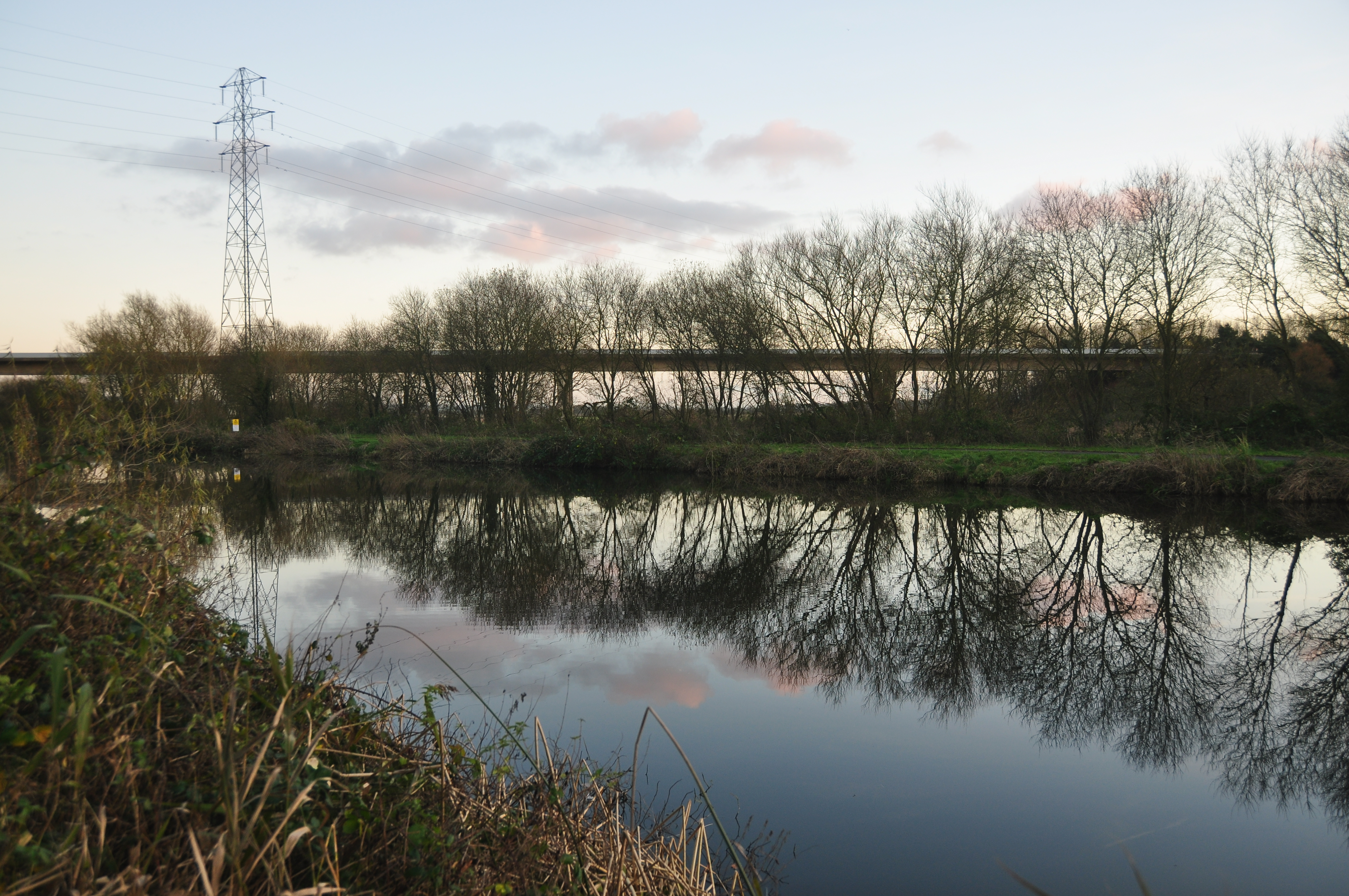
El riu Exe canalitzat per a la navegació.

El nom actual d'aquesta ciutat deriva de l'anglès antic Escanceaster, que està format pel nom del riu Exe més el sufix -ceaster, emprat per assenyalar que es tracta d'una ciutat fortificada o bé d'un important castell. En època celta el nom era Caerwysg, que també vol dir «fortalesa a la vora de l'Exe». El nom del riu, Exe, és una forma emprada en el celta britònic per dir «aigua» o més concretament «ple de peixos» (el mateix terme en gal·lès vol dir «peix»); la mateixa arrel es pot trobar en altres noms de rius com: l'Axe a Devon, l'Esk, a Yorkshire, l'Usk, a Gal·les, i també en la paraula whisky que literalment vol dir «aigua de la vida».

## Geografia

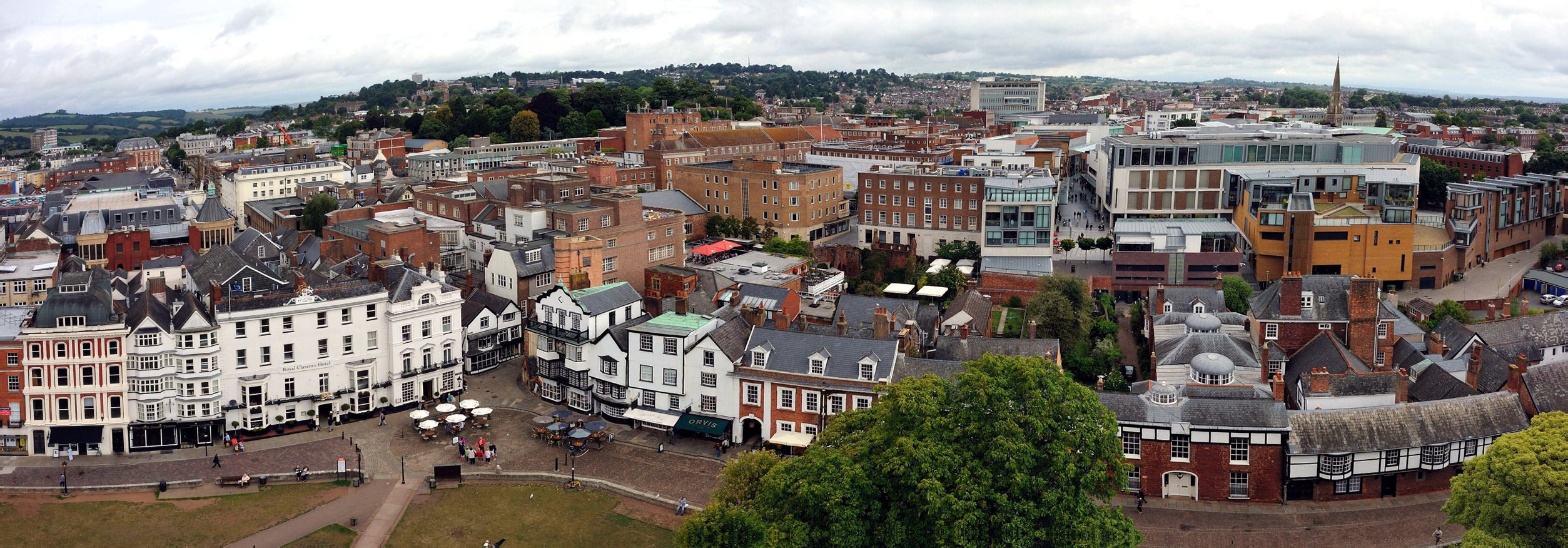
Perfil des de dalt de la catedral

La ciutat d'Exeter està a la riba est de l'Exe al davant del vessant d'un turó d'inclinació pronunciada. En aquest punt l'Exe s'uneix a les aigües del riu Creedy, i s'obre camí per una plana on sovint es desborda. Aquest era el lloc més baix per travessar l'Exe, que més amunt era navegable, però es van construir rescloses per controlar el nivell de l'aigua i això va canviar. Les terres de l'entorn són variades: algunes són fèrtils tant per l'agricultura com per a pastures i els boscos propers devien ser un bon lloc per a caçadors; altres són de tipus arenós i es troben roques de conglomerats. La topografia de la carena que forma la columna vertebral de la ciutat inclou un tap volcànic, en el qual està situat el castell de Rougemont. La catedral està situada a la vora d'aquesta cresta i, per tant, és visible a una distància considerable.

## Història
Exeter va començar sent un assentament a prop d'un riu que era navegable i a més ric en peix, envoltat de terra fèrtil. Encara que no hi han troballes prehistòriques determinats, aquests avantatges fan pensar que probablement ja estava habitat en època molt antiga. S'hi han trobat monedes procedents de regnes hel·lenístics, fet que suggereix l'existència de relacions comercials amb pobles de la Mediterrània des d'inicis de l'any 250 aC i podria ser un dels pobles descrits per Juli Cèsar en el seu Commentarii de Bello Gallico.

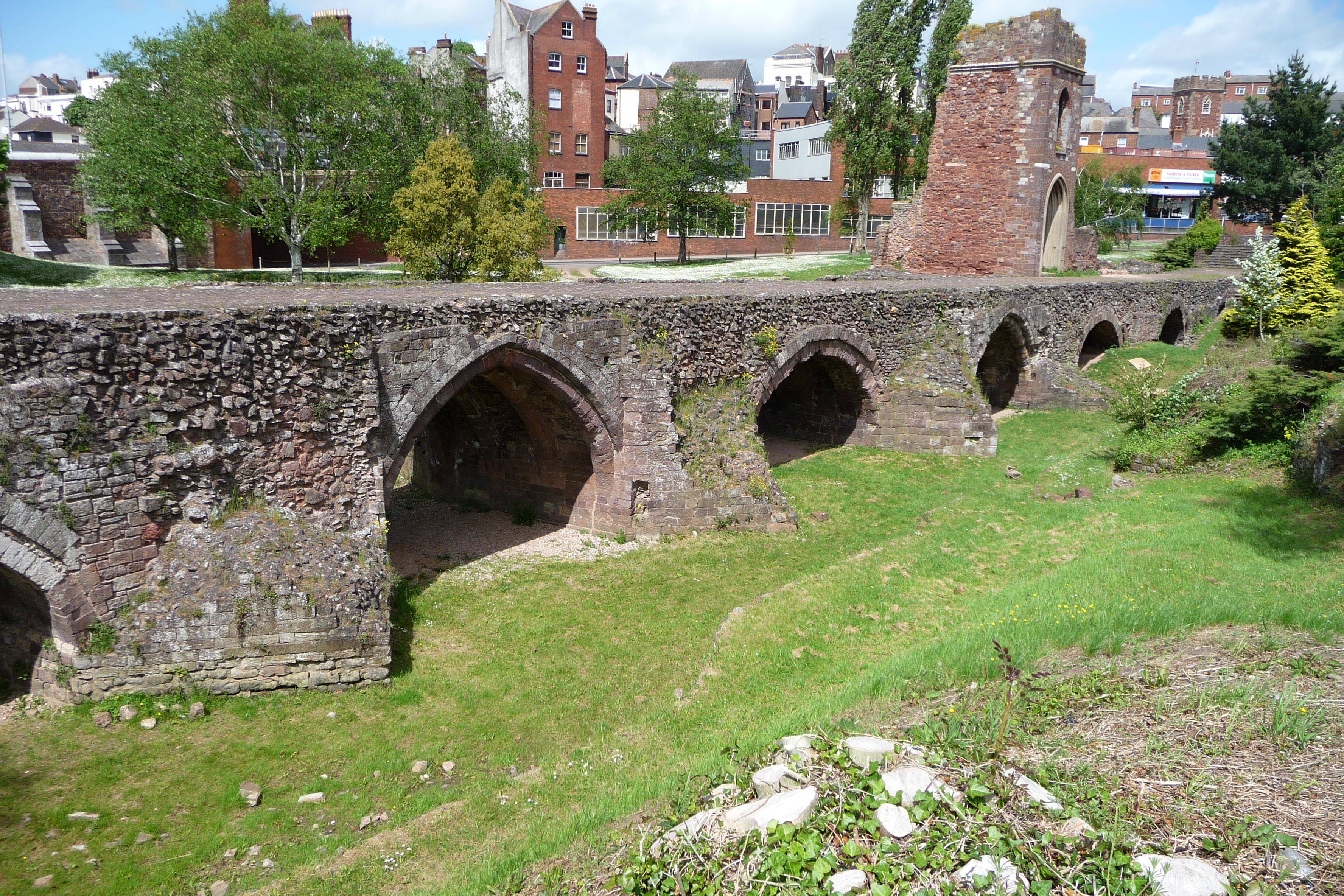
Restes del pont romà d'Exeter

Al voltant de l'any 55 els romans van muntar un campament que van anomenar Isca Dumnoniorum (la ciutat dels dumonnii, anomenada així per distingir-la d'una altra Isca que van fundar a Gal·les, Isca Augusta), on es va establir la Legió II Augusta. El nom surt en l'Itinerari d'Antoní, al sud-oest de la via romana que s'anomena Fosse Way. La població que va sorgir al voltant del campament era considerada la capital o civitas dels dumonii, i així consta en la Geografia històrica de Claudi Ptolemeu.
Quan els romans van abandonar el fortí vers l'any 75, les seves instal·lacions es van aprofitar donant-li funcions civils; els banys es van demolir per ampliar el fòrum i la basílica i es van construir uns banys més petits als afores. Aquesta zona va ser excavada per arqueòlegs durant la dècada del 1970, però no es va poder mantenir oberta al públic per la seva proximitat a la catedral. El gener del 2015, es va anunciar que el bisbat donava permís per restaurar els banys romans i obrir la zona a visitants. A finals del segle II la rasa i la tanca de fusta que envoltava el campament es va substituir per una muralla de pedra.
Els saxons van arribar a Exeter després de derrotar els britons dumonis a Peonnum (Somerset) l'any 658. Sembla que van quedar alguns supervivents i els saxons els van permetre seguir vivint en un carrer de la ciutat, l'actual Bartholomew Street, que fins al 1637 es va dir Britayne Street pels seus ocupants. Els anglosaxons van anomenar aquesta ciutat Escanceaster. L'any 876, va ser atacada pels vikings, però mantinguda sota el seu poder per poc temps, ja que Alfred el Gran la va recuperar l'estiu següent. En aquesta època Exeter pertanyia administrativament al hundred de Wonford. El rei Etelstan va fer reforçar les muralles vers l'any 928 i va fer fora els britons de la ciutat que, segons Guillem de Malmesbury van anar a viure a l'altra banda del riu Tamar. L'any 1001 els vikings van tornar a atacar però no van aconseguir entrar, cosa que sí va passar l'any 1003 quan, per raons desconegudes el batlle de la ciutat, els va obrir les portes.
Dos anys abans de la conquesta normanda d'Anglaterra, Exeter es va revoltar contra el rei Guillem. Gytha Thorkelsdóttir, la mare del difunt rei Harold II estava vivint aquí i Guillem va posar la ciutat sota setge. Passats 18 dies, Guillem va acceptar la rendició jurant que no faria venjança sobre els ciutadans. Això no obstant va fer construir el castell de Rougemont pr assegurar el control sobre l'àrea. Les propietats dels anglosaxons van passar a mans de cavallers normands i, a la mort del bisbe Leofric l'any 1072, es va nomenar un bisbe normand: Osbern FitzOsbern .
El 1136 Baldwin de Redvers, tenidor del castell, va plantar cara a Esteve de Blois però es va haver de rendir després de tres mesos de setge i les tres cisternes es van esgotar.
La ciutat va tenir un dia setmanal de mercat fins al 1213 i el 1281 Exeter era l'única ciutat al sud-oest que feia mercat tres dies a la setmana. A més feia fires, la primera de les quals es va celebrar el 1130 i, algun anys se'n van fer fins a set. Durant l'alta edat mitjana els ciutadans van gaudir d'aigua pura portada mitjançant un aqüeductes, amb trams subterranis que encara es conserva però que ja no funciona.
El 1549, la ciutat va suportar un setge d'un mes de durada muntat pels anomenats rebels del Llibre de l'Oració Comuna. Aquests eren gent de Devon i Cornualla que estaven furiosos per la política religiosa d'Eduard VI. Els insurgents van ocupar la perifèria d'Exeter, van incendiar dues de les portes de la ciutat però finalment van abandonar quan van ser vençuts en els enfrontaments armats amb l'exèrcit reial que van acudir en socors dels vilatans. L'endemà van ser executats un grup de rebels. El març del 1591 es va iniciar la construcció d'una casa de caritat, que va estar acabada el 1594.
Es diu que el lema d'Exeter, Semper fidelis, va ser suggerit per la reina Elisabet I, en agraïment per la contribució financera que va aportar la ciutat a la construcció dels vaixells que es van enfrontar a l'armada espanyola el 1588; tanmateix el primer document on consta aquest lema data del 1660. Altres creuen que el lema va ser concedit pel rei Carles II l'any 1660 pel suport que va tenir durant la guerra civil. En aquest conflicte Exeter va ser una de les darreres ciutats en caure sota l'exèrcit del parlament. La rendició va ser negociada l'abril del 1646 per Thomas Fairfax. En aquesta època Exeter era una ciutat forta econòmicament per comerç de la llana que s'hi produïa. Segons conten els visitants unes tres-centes persones vivien directament o indirecta de la llana i els beneficis obtinguts en una setmana en aquesta ciutat eren superiors als de tot el país.
Les primeres fàbriques es van centrar en fer productes relacionats amb l'agricultura, ja que les terres eren molt fèrtils, i feien servir molins impulsats per la força hidràulica del riu, però en arribar la revolució industrial, les noves màquines de vapor que funcionaven amb l'energia obtinguda de la combustió de carbó no van arrelar a Exeter, puix que les mines estaven molt lluny i no resultava rendible fer-les servir. En conseqüència, la indústria local no va poder competir amb la d'altres llocs i va haver un declivi econòmic. La situació va canviar al segle xix quan, amb la construcció de canals i el transport de carbó en vaixells, es va abaratir el cost de l'energia per fer funcionar les fàbriques. El 1778 es va construir un nou pont de pedra per substituir el vell, que va construir 30.000 lliures.
L'epidèmia de còlera que va afectar Europa el 1832, també va arribar a Exeter. Al segle xix la ciutat va començar a gaudir del transport públic: els trens i els tramvies van ser cosa habitual. La companyia Bristol and Exeter Railway va construir la primera estació d'Exeter el 1844 (St David). Després la South Devon Railway en va fer una altra per enllaçar amb el sud, anomenada St Thomas i l'estació central la va fer la London and South Western Railway l'any 1860 que oferia una ruta alternativa per anar a Londres. El 1882 la ciutat tenia tres rutes de tramvies estirats per cavalls.
El 1905 es va construir un pont de ferro i acer. El mateix anys els tramvies es van connectar a la xarxa elèctrica, en substitució dels cavalls. Durant la segona guerra mundial Exeter va ser bombardejada 18 vegades, en resposta del bombardeig anglès de Lübeck. Després d'això en comptes de restaurar edificis es va preferir demolir-los i fer un nou pla urbanístic.

## Clima
Els hiverns a Exeter són de temperatures suaus i els estius calorosos amb episodis sobtats de pluja que refresquen la sensació de calor. Les temperatures no varien massa al llarg de l'any. El mes més calorós és el juliol amb una mitjana de 21.7 °C (71.1 °F), i el mes més fred és el gener amb una temperatura mitjana de 8.8 °C (47.8 °F). L'octubre és el mes més humit amb 88.9 mil·límetres d'aigua recollida. Si es compara amb la ciutat costanera de Plymouth s'observa que Exeter és mes propensa a les gelades a l'hivern però és més càlida i seca a l'estiu i això és degut al fet que Dartmor, situada entre ambdues ciutats, fa de pantalla protectora dels vents. La temperatura màxima enregistrada a Exeter és 33.5 °C (92.3 °F) recollida el juny del 1976, i la temperatura mínima és de −16.4 °C (2.5 °F) enregistrada el desembre del 2010.
| Dades climàtiques a Exeter (1981–2010)     | Dades climàtiques a Exeter (1981–2010) | Dades climàtiques a Exeter (1981–2010) | Dades climàtiques a Exeter (1981–2010) | Dades climàtiques a Exeter (1981–2010) | Dades climàtiques a Exeter (1981–2010) | Dades climàtiques a Exeter (1981–2010) | Dades climàtiques a Exeter (1981–2010) | Dades climàtiques a Exeter (1981–2010) | Dades climàtiques a Exeter (1981–2010) | Dades climàtiques a Exeter (1981–2010) | Dades climàtiques a Exeter (1981–2010) | Dades climàtiques a Exeter (1981–2010) | Dades climàtiques a Exeter (1981–2010) |
| Mes                                        | gen                                    | febr                                   | març                                   | abr                                    | maig                                   | juny                                   | jul                                    | ag                                     | set                                    | oct                                    | nov                                    | des                                    | anual                                  |
| ------------------------------------------ | -------------------------------------- | -------------------------------------- | -------------------------------------- | -------------------------------------- | -------------------------------------- | -------------------------------------- | -------------------------------------- | -------------------------------------- | -------------------------------------- | -------------------------------------- | -------------------------------------- | -------------------------------------- | -------------------------------------- |
| Màxima rècord °C (°F)                      | 16.6 (61.9)                            | 14.3 (57.7)                            | 21.0 (69.8)                            | 23.6 (74.5)                            | 27.5 (81.5)                            | 33.5 (92.3)                            | 32.2 (90)                              | 32.4 (90.3)                            | 26.9 (80.4)                            | 26.0 (78.8)                            | 18.6 (65.5)                            | 15.9 (60.6)                            | 33.5 (92.3)                            |
| Màxima mitjana °C (°F)                     | 8.8 (47.8)                             | 8.8 (47.8)                             | 11.1 (52)                              | 13.3 (55.9)                            | 16.8 (62.2)                            | 19.8 (67.6)                            | 21.7 (71.1)                            | 21.5 (70.7)                            | 19.2 (66.6)                            | 15.2 (59.4)                            | 11.7 (53.1)                            | 9.1 (48.4)                             | 14.8 (58.6)                            |
| Mitjana diària °C (°F)                     | 5.8 (42.4)                             | 5.6 (42.1)                             | 7.4 (45.3)                             | 8.9 (48)                               | 12.2 (54)                              | 15.2 (59.4)                            | 17.1 (62.8)                            | 16.9 (62.4)                            | 14.8 (58.6)                            | 11.6 (52.9)                            | 8.3 (46.9)                             | 5.8 (42.4)                             | 10.8 (51.4)                            |
| Mínima mitjana °C (°F)                     | 2.7 (36.9)                             | 2.4 (36.3)                             | 3.7 (38.7)                             | 4.5 (40.1)                             | 7.6 (45.7)                             | 10.5 (50.9)                            | 12.4 (54.3)                            | 12.3 (54.1)                            | 10.3 (50.5)                            | 8.0 (46.4)                             | 4.8 (40.6)                             | 2.4 (36.3)                             | 6.8 (44.2)                             |
| Mínima rècord °C (°F)                      | −13.1 (8.4)                            | −9.3 (15.3)                            | −9.6 (14.7)                            | −4.4 (24.1)                            | −1.7 (28.9)                            | 0.9 (33.6)                             | 2.1 (35.8)                             | 2.0 (35.6)                             | −1.0 (30.2)                            | −3.9 (25)                              | −6.2 (20.8)                            | −16.4 (2.5)                            | −16.4 (2.5)                            |
| Precipitació mitjana mm (polzades)         | 82.2 (3.236)                           | 60.7 (2.39)                            | 56.8 (2.236)                           | 62.1 (2.445)                           | 57.2 (2.252)                           | 48.4 (1.906)                           | 45.8 (1.803)                           | 53.4 (2.102)                           | 58.8 (2.315)                           | 88.9 (3.5)                             | 83.4 (3.283)                           | 87.3 (3.437)                           | 784.9 (30.902)                         |
| Mitjana de dies de precipitació (≥ 1.0 mm) | 12.4                                   | 10.4                                   | 10.2                                   | 9.9                                    | 9.7                                    | 7.4                                    | 7.8                                    | 7.9                                    | 8.8                                    | 12.1                                   | 12.6                                   | 12.0                                   | 121.0                                  |
| Mitjana mensual d'hores de sol             | 57.7                                   | 73.1                                   | 109.5                                  | 162.9                                  | 190.4                                  | 194.7                                  | 192.6                                  | 177.4                                  | 136.0                                  | 96.6                                   | 71.5                                   | 51.0                                   | 1.513,1                                |
|                                            |                                        |                                        |                                        |                                        |                                        |                                        |                                        |                                        |                                        |                                        |                                        |                                        |                                        |

## Demografia
En el cens del 2011 hi havia 117.773 habitants 6.697 més que en el cens anterior el del 2001, que comptabilitzava una població de 111.076. El creixement és degut en part a la forta immigració. la procedència és diversa, els deu orígens mes nombrosos són: Xina 1.665 immigrants, Polònia 1.296, Alemanya 710, Índia 653, Irlanda 469, Sud-àfrica 438, EUA 350, França 310, Filipines 295, Austràlia 242.
Si només es té en compte el nucli urbà d'Exeter la població en el cens del 2011 és e 113.507, mentre que si es compta també els districtes de la rodalia és de 117.773.

## Economia

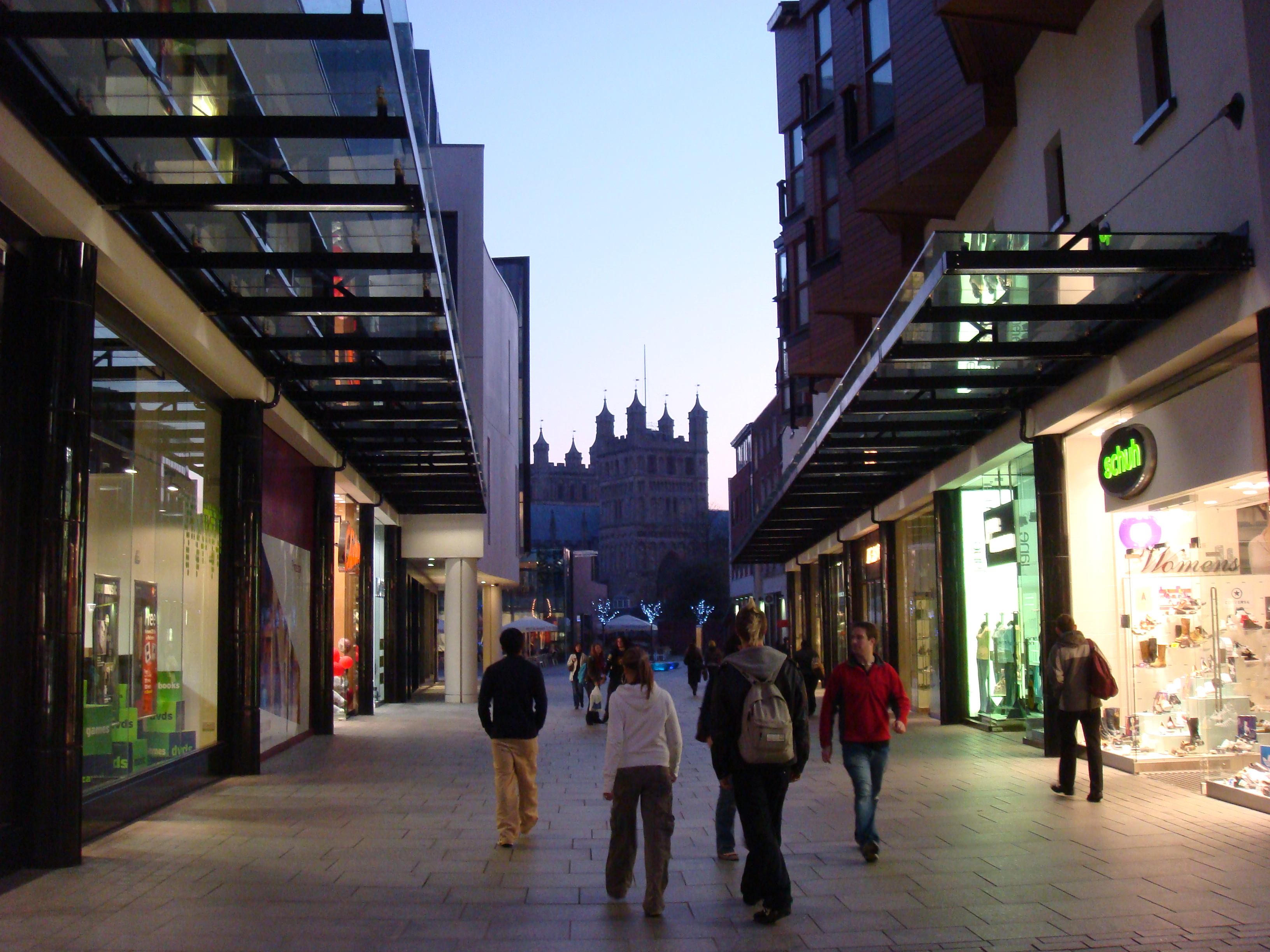
Carrer comercial

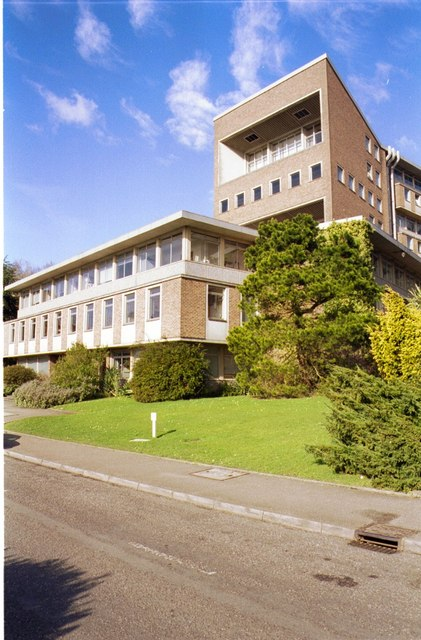
Universitat d'Exeter.

Els llocs on treballa més gent són: la Universitat d'Exeter, el consell del comtat (Devon County Council, la Royal Devon and Exeter NHS Foundation Trust i el Met (el servei nacional de meteorologia que es va traslladar aquí el 2004).
Uns 35.000 residents treballen fora de la ciutat. Exeter és la ciutat de serveis de tota la rodalia que inclou unes 457.400 persones, les quals també venen a fer compres. Encara que Exeter té un cert atractiu turístic, només el 7% de la població treballa en aquest sector.

## Agermanaments
Exeter té relacions d'agermanament amb:
- Rennes (França)
- Bad Homburg (Alemanya)
- Iaroslavl (Rússia)
- Terracina (Itàlia)

La ciutat estatunidenca d'Exeter (Califòrnia) va rebre el nom de la mà d'un antic resident de la ciutat anglesa que estava treballant pel Southern Pacific Railroad.

## Llocs d'interès

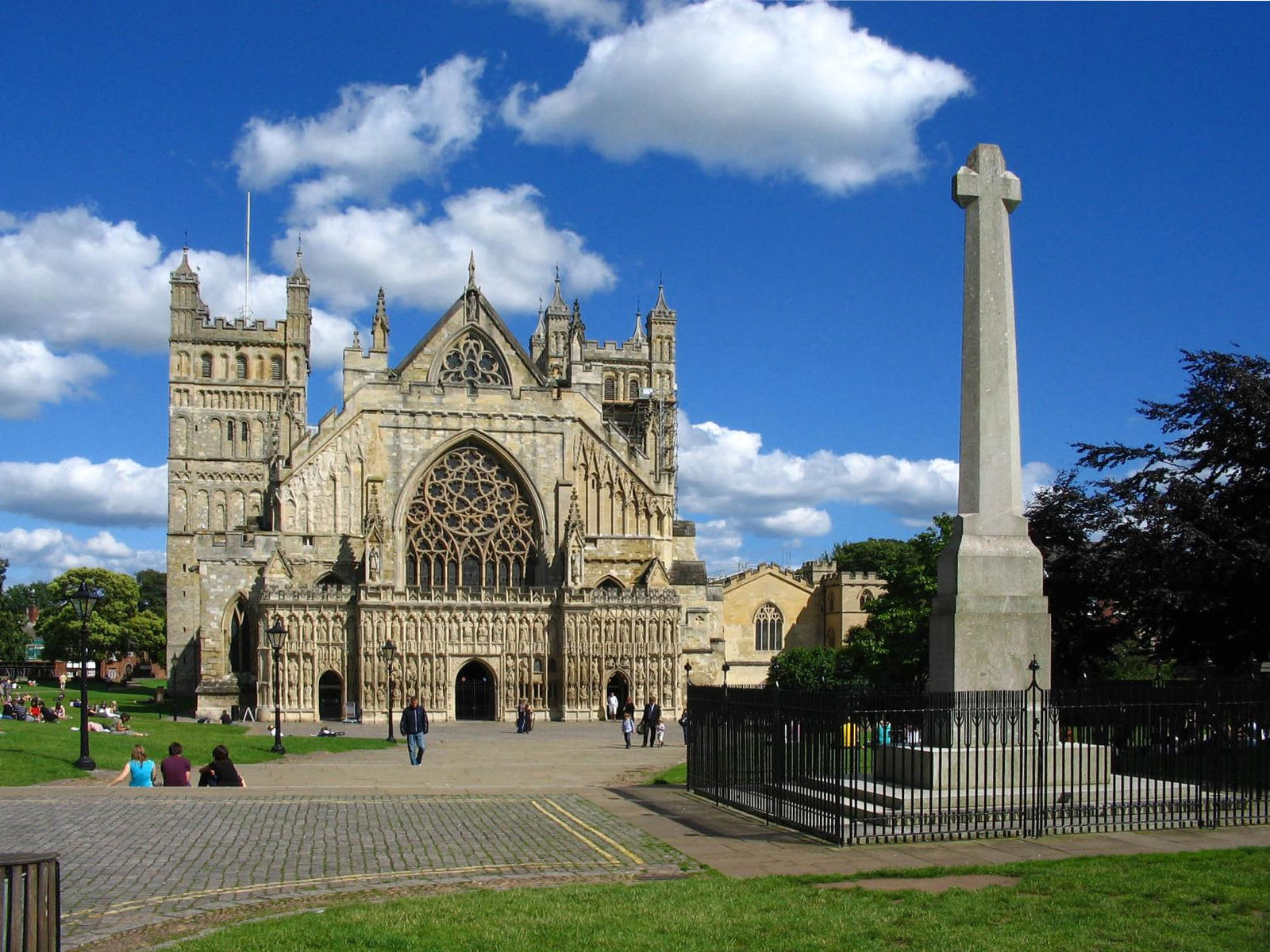
Catedral i monument als caiguts en la guerra

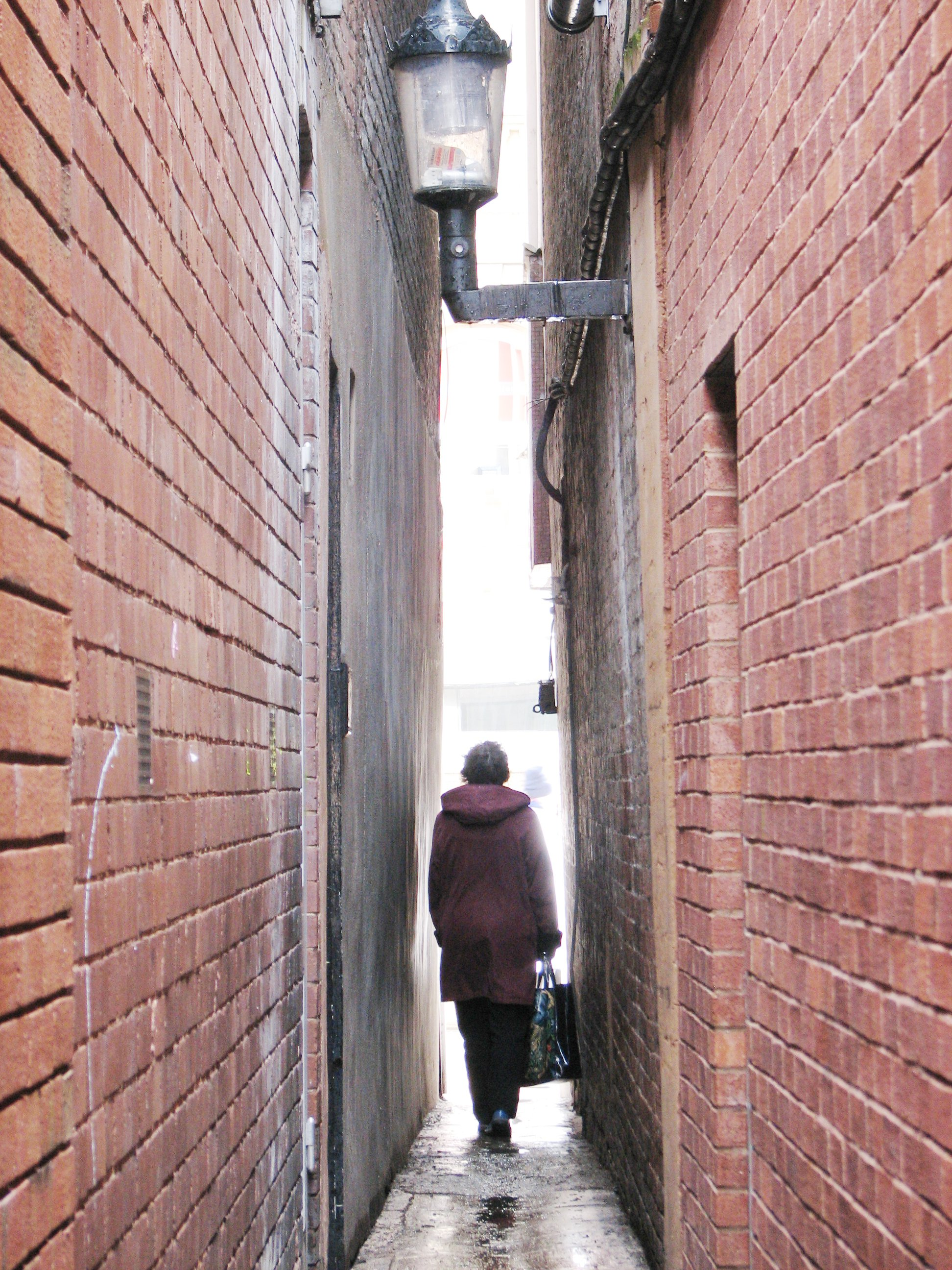
Parliament Street.

- La catedral anglicana, fundada el 1050.[37]
- Diverses esglésies medievals, d'entre les quals destaca St Mary Steps, que compta amb un elaborat rellotge.
- Les ruïnes del castell de Rougemont, que va ser edificat el 1068.
- Guildhall, l'edifici municipal en ús més antic d'Anglaterra.
- "The House That Moved", un edifici d'estil Tudor del segle xiv, que deu el seu nom al fet que el 1961 va ser traslladada del seu emplaçament original per a la construcció d'una nova carretera.
- La torre del rellotge.
- Parliament Street, al centre de la ciutat, carrer del que s'afirma que és un dels més estrets del món.
- Northernhay Gardens. Aquests jardins es troben als afores del castell, i constitueixen l'espai públic a l'aire lliure més antic d'Anglaterra (daten del 1612).
- El museu marítim

## Persones cèlebres
- Richard Hooker (1554 - 1600), teòleg anglicà
- Enriqueta d'Anglaterra (1644 - 1670), filla de Carles I d'Anglaterra i d'Escòcia
- Richard Eastcott (1740 - 1828), musicògraf i compositor
- Kellow John Pye (1812 - 1901), compositor musical
- Beth Gibbons (1965 -), cantant del grup Portishead
- Chris Martin (1977 -), cantant del grup Coldplay
- Matthew Goode (1978 -), actor